# 稚内市立宗谷小学校
稚内市立宗谷小学校（わっかないしりつ そうやしょうがっこう）は、北海道稚内市宗谷にある公立小学校。同市宗谷・清浜を学区とする。
創立が1892年で、声問小学校とともに稚内市（当時は宗谷村）で最初にできた小学校である。

## 概要
- 学級数 - 4（複式学級）
- 児童数 - 25（2015年2月1日現在）
- 本務教員数 - 8
- 本務職員数 - 2
- 校長 -
- 学校給食 - あり
- へき地学校指定級 - 3級

## 交通
- 北海道旅客鉄道宗谷本線 南稚内駅前から宗谷バスの路線バス宗谷岬線「宗谷」下車。所要35分